# Dictionnaire québécois d'aujourd'hui
Pour les articles homonymes, voir DQA.
Le Dictionnaire québécois d'aujourd'hui (DQA) est un ouvrage réalisé sous la direction éditoriale de Jean-Claude Boulanger. Cet ouvrage est une adaptation du Robert d’aujourd’hui, publié par les Dictionnaires Le Robert. Une première édition fut publiée en 1992 et un seconde en 1993.
À la manière du Dictionnaire du français plus, le DQA ne marque que les francismes et non les québécismes.